# Länsväg 136
Länsväg 136 är en länsväg på Öland. Den är 144 km lång.

## Sträckning
Ottenby - Degerhamn - Resmo (öster om Mörbylånga) - Färjestaden - Stora Rör - Borgholm - Löttorp - Byxelkrok - Nabbelund.
Länsväg 136 börjar i Ottenby på södra Öland och går norrut utmed västra kusten förbi Stora alvaret och orter som Grönhögen, Degerhamn, Resmo (öster om Mörbylånga) och Färjestaden. Norr om Färjestaden möter den länsväg 137 som går västerut över Ölandsbron till Kalmar. Länsvägen fortsätter norrut över landskapet och kommer snart till staden Borgholm och orten Köpingsvik. Vidare norrut förbi orterna Löttorp och Byxelkrok fram till Nabbelund vid Grankullaviken.

## Historia
Vägen Byxelkrok - Ottenby fick beteckningen länsväg 94 när vägnummer infördes på 1940-talet. Vid reformen 1962 ändrades numret till 136, vilket den haft sedan dess. På Öland kallas vägen allmänt "136:an". Den korta förlängningen till öns nordligaste by Nabbelund gjordes omkring år 1990.